# Gastroserica shaanxiana
Gastroserica shaanxiana är en skalbaggsart som beskrevs av Ahrens och Pacholatko 2003. Gastroserica shaanxiana ingår i släktet Gastroserica och familjen Melolonthidae. Inga underarter finns listade i Catalogue of Life.